# Enoplognatha molesta
Enoplognatha molesta är en spindelart som beskrevs av O. Pickard-Cambridge 1904. Enoplognatha molesta ingår i släktet Enoplognatha och familjen klotspindlar. Inga underarter finns listade i Catalogue of Life.